# Яковина, Иван Викторович
Иван Викторович Яковина (род. 13 декабря 1979, Москва) — российский и украинский журналист-международник, политический обозреватель и блогер.

## Биография
Родился в районе Сокольники в Москве, жил там до трех лет. Имеет украинские корни, его предки были родом из города Самбор во Львовской области. С родителями часто переезжал из города в город, проживал в Подмосковье, Кишиневе, Санкт-Петербурге. Учился в одиннадцати школах. Гражданство России получил путём натурализации в 1990-е годы (поскольку по состоянию на 1991 год был лицом без гражданства).
Окончил Московский государственный лингвистический университет, получив специализацию арабиста.
До 2010 года проживал в городе Апрелевка Наро-Фоминского района Московской области и работал в российском издательском доме «Коммерсантъ», который имел свой филиал в Киеве — фирму «Коммерсантъ Украина».
Начиная с 2010 года, работал в Киеве, где писал для сайта «Лента.ру». После рейдерского захвата издания в 2014 году окончательно обосновался в Украине, жил в Киеве и Львове.
Женат. Его отец, являющийся этническим украинцем, проживает в Молдове, а мать, русская, проживает в России.

## Журналистская деятельность
До 2014 года Иван работал в российском интернет-издании «Lenta.ru».
В настоящее время Иван является журналистом и политическим обозревателем издающегося в Киеве журнала «НВ» (бывшее «Новое время»). Он также колумнист радио «Аристократы» и автор и ведущий программы «Безумный мир» на телеканале «24» и программы «Мировоззрение» Радио НВ. В августе 2020 года Иван перешёл с «24 канала» на «Украина 24», где вёл программу «Мировоззрение сегодня». В 2021 году Иван прекратил свою деятельность как ведущий на канале Украина 24, но продолжает работать как международный обозреватель на радио «НВ».
Основная тематика интереса — российско-украинская война, но он также уделяет внимание и международной политике, особенно политике США. В 2025 г. опубликовал расследование, согласно которому Серджио Гор, руководитель Управления кадров Президента США, был россиянином по имени Сергей Горячев.